# Xã Fair Haven, Quận Stearns, Minnesota
Xã Fair Haven (tiếng Anh: Fair Haven Township) là một xã thuộc quận Stearns, tiểu bang Minnesota, Hoa Kỳ. Năm 2010, dân số của xã này là 1.507 người.